# BOULDER
BOULDER（ボールダー）は、2005年1月26日に発売された、moveの通算7枚目のオリジナルアルバムである。

## 概要
- 今作はハードロックやラウド系の曲をメインに作られている。
- タイトルの「BOULDER」には「角が丸くなった岩」という意味があり、ロック（rock）よりも洗練されている音楽性という事を表現している。
- 5曲目の「Lookin' On The Sunny Side」はヨハン・パッヘルベルのカノンをリアレンジした物で、move初のカバー曲である。
- 「move」名義としては最後のアルバムとなる。

## 収録曲
1. How To See You Again
2. DOGFIGHT
  - アニメ「頭文字D Forth stage」オープニング曲（ACT1～ACT10）
  - PSP版 頭文字D Street Stage オープニング曲
3. 無礼講ナイト ～bring Your Mic～
4. Nobody reason ～ノアの方舟
  - アニメ「頭文字D Forth stage」エンディング曲（ACT11～）
5. Lookin' On The Sunny Side
6. REAL FACT
7. ROCK DA HOUSE
8. Noizy Tribe
  - アニメ「頭文字D Forth stage」オープニング曲（ACT11～）
9. Mission 2 Gemini
10. GHETTO BLASTER
11. selfless
12. Cherry blossom
13. Noizy Tribe (English Ver)